# Mary Duras
Mary Duras (10. května 1898 Vídeň – 12. srpna 1982 Štýrský Hradec) byla česko-rakouská sochařka. Vzhledem k jejímu mezinárodnímu působení a zahraničním úspěchům se stala jednou z nejúspěšnějších výtvarných umělkyň, která byla životními osudy spojena s Československem.

## Život

### Původ a dětství
Mary Duras se narodila do rodiny českých Němců Adolfa Durase (1857–1919) a Johanny Mysyk (1864–1941). Její otec byl generálmajor rakousko-uherské armády. Mary Duras byla nejmladší ze čtyř dětí, které vyrůstali v harmonické rodině s důrazem na hudební vzdělání. Rodiče byli římsko-katolického vyznání a v rodině se mluvilo německy. Přestože navštěvovala německé školy, hovořila česky. Kvůli otcově zaměstnání se rodina velmi často stěhovala. V roce 1900 se přesunuli z Vídně do Lvova, kde žili do roku 1904. Mezi roky 1904–1908 bydleli v Praze, kde Mary Duras navštěvovala obecnou školu a chystala se studovat na chlapeckém gymnáziu, které v té době umožňovalo studium i dívkám. Následoval přesun do Hradce Králové, kde bylo možností ke studiu méně než v Praze, a tak po tři roky navštěvovala měšťanskou školu. V letech 1911–1914 pobývali na území dnešní Bosny a Hercegoviny, zde rodinu zasáhla 1. světová válka. Otec odešel bojovat, vrátil se zcela zlomený a na následky útrap v roce 1919 zemřel. Mezitím se Mary Duras s matkou dostala zpět do Prahy.

### Studium sochařství v Praze
V roce 1916 nastoupila na Uměleckoprůmyslovou školu v Praze a mezi její učitele patřili Josef Drahoňovský a Otakar Španiel. Náměty jako matka s dítětem nebo sedící žena, které provázely celoživotní tvorbu Mary Duras, se objevily již při studiu a závěrečných kompozicích na Uměleckoprůmyslové škole. V roce 1919 byla jako jedna ze dvou historicky prvních žen přijata (společně s Karlou Bulovcovou) na Akademii výtvarných umění v Praze, kde studovala sochařství v ateliéru Jana Štursy.

### Meziválečné období
Po ukončení pražských studií v roce 1922 odjela spolu s budoucím manželem, malířem Maximem Kopfem, do Drážďan, New Yorku a Paříže. V Drážďanech se učila v ateliérech Selmara Wernera a Oskara Kokoschky. Roční pobyt v Drážďanech byl zakončen výstavou Die Pilger (umělecká skupina) v Rudolfinu v roce 1923. Poté společně s přáteli odcestovala do New Yorku. Přestože tento roční pobyt podle svých deníků považovala za studijní, nevzniklo zde žádné dílo. Na další tři roky se jejím domovem stala Paříž. Zde si vytvořila okruh přátel spojených s Československem, mezi nimiž byla například malířka Věra Jičínská nebo sochař Vincenc Makovský.
Do Československa se společně s Maximem Kopfem vrátili v roce 1927. Společně vystavovali již v březnu 1927 v pražském Rudolfinu. Společně také nabízeli výuku kreslení, malování i modelování. Manželi byli v letech 1927–1933 a jejich manželství skončilo rozvodem. Kromě několika společných fotografií se z tohoto období dochovala umělecká díla, kde se vzájemně zpodobnili.

### Válečné roky a emigrace
V roce 1938 se druhým manželem Mary Duras stal pražský podnikatel a intelektuál německo-židovského původu Arnold Schück. Kromě toho, že se svým otcem spravoval rodinou firmu na dovoz potravin, zajímal se o divadlo, výtvarné umění a především hudbu. Na jeho radu se v roce 1939 nevrátila pobytu v Holandsku a odcestovala do Velké Británie. Před začátkem války se Mary Duras z Anglie neúnavně snažila dostat manžela a jeho rodinu z Prahy ovládané nacisty. Nakonec byl Arnold Schück během války internován v koncentračním táboře Auschwitz-Birkenau, kde zahynula velká část jeho rodiny. Mary Duras v Londýně pracovala jako zdravotní sestra pro Červený kříž, později se přesunula na venkov, kde tvořila. Oba manželé se po šesti letech v roce 1945 vrátili do Prahy, kde dostali přidělen byt ve zkonfiskované vile ve Slunné 577/8 na Ořechovce. Jejich nový domov se stal místem setkávání malířů, sochařů. hudebníků i spisovatelů. V roce 1963 společně odešli přes Rakousko do Západního Německa. Usadili se v Hamburku. Po smrti manžela se v roce 1974 přestěhovala do Štýrského Hradce, kde také v roce 1982 zemřela.

### Členství v uměleckých skupinách
Před odchodem z Prahy v roce 1922 se Mary Duras účastnila aktivit skupiny německy mluvících výtvarných umělců Die Pilger. Při svém pobytu v Paříži byla členkou Salonu nezávislých. V letech 1927–1928 byla členkou krátce existujícího spolku Junge Kunst, jehož vznik inicioval její manžel Maxim Kopf, a následně vstoupila do nově založeného pražského spolku německy hovořících výtvarníků Prager Secession a také německého Berliner Sezession.
První velkou výstavu v Československu měla spolu s Maximem Kopfem po návratu z Paříže v roce 1927 v Domě umělců v Praze, a následně v roce 1934 v Galerii dr. Feigla v Praze. Čtyřikrát se zúčastnila Bienále v Benátkách a reprezentovala Československo na Světové výstavě v Paříži 1937. Po válce se účastnila spíše velkých kolektivních přehlídek umění. Před definitivním odchodem do zahraničí samostatně vystavila své práce v roce 1961 v pražské Nové síni.

## Dílo
Mary Duras se intenzivně věnovala ženským figurálním námětům, zejména aktům a portrétům. V samotných počátcích ji velmi ovlivnilo studium v ateliéru Jana Štursy. Její nejstarší a dnes nezvěstné dílo Sedící vzniklo v roce 1921 v závěrečném období studia na Akademie výtvarných umění. Mezi dalšími faktory ovlivňující její tvorbu bylo bezpochyby antické a egyptské umění. Vliv na ni také měli umělci jako Wilhelm Lehmbruck, Aristide Maillol a Charles Despiau.
Historik umění Petr Wittlich její tvorbu charakterizoval slovy:
| „ | Mary Duras měla ze Štursových žáků snad nejvíce smyslu pro přirozenou monumentalitu tělesnosti… její umělecký charakter se vyhýbá reflexi a evokuje fyzickou krásu zahleděním do životního děje… živějším pojetím se její plastiky odlišovaly od meziválečného neoklasicismu, který měl vesměs už silně akademické rysy. | “ |

K jejím nevýznamnějším meziválečným dílům se řadí monumentální pískovcová socha Evy (1929–1930), kterou vytvořila pro zahradní terasu funkcionalistické vily podnikatele, majitele pekáren Odkolek a otce jejího budoucího manžela Alexandra Schücka v Praze (architekti Ernst Mühlstein a Victor Fürth). Dvakrát v letech 1925–1926 vystavovala v Paříži na Podzimním salonu v Grand Palais. Na berlínské výstavě s Berliner Sezession v roce 1930 dosáhla úspěchu s plastikou Dívka v okně, která je dnes v majetku Národní galerie v Praze. Během druhé světové války vytvořila v Anglii busty Winstona Churchilla, Edvarda Beneš, Jana Masaryka nebo její přítelkyně, rakouské a brzy nato britské malířky Marie-Louise von Motesiczky. V této době vytvořila rovněž dřevěnou sochu Má vlast.

## Zastoupení ve sbírkách
- Národní galerie Praha
- Galerie Klatovy / Klenová
- Oblastní galerie Liberec
- Galerie moderního umění v Hradci Králové
- Oblastní galerie Vysočiny v Jihlavě